# Willi Gundlach
Willi Gundlach (* 15. Mai 1929 in Oberhausen) ist ein deutscher Chorleiter und emeritierter Professor, der an der Musikabteilung der Technischen Universität Dortmund lehrte. Er erforschte das Werk von Fanny Hensel-Mendelssohn und gab einzelne ihrer Stücke heraus. Er gründete und leitete den Kammerchor der Universität, mit dem er maßgebliche Einspielungen vornahm, zum Beispiel die Passion von Hugo Distler und Opern von Kurt Weill. Im Ruhestand organisierte er in der romanischen Kirche St. Peter in Syburg eine Konzertreihe und leitete alljährlich ein offenes Kantatensingen.

## Leben
Willi Gundlach studierte zunächst an der Pädagogischen Hochschule Braunschweig, dann für das Lehramt an höheren Schulen an der Musikhochschule Hannover und der Technischen Hochschule Hannover. Er studierte Musikwissenschaft an der Christian-Albrechts-Universität zu Kiel und an der Universität Köln, wo er 1969 promovierte.
Gundlach lehrte von 1960 bis 1963 als Dozent für Musikerziehung an der PH Flensburg. 1962 gründete er auf dem Scheersberg, in der Nähe von Flensburg, die Deutsch-Skandinavischen Musikwochen, die er bis 1970 leitete. Hier trafen sich alljährlich in der Vor-Osterzeit Studenten aus den skandinavischen Ländern, vor allem Norwegen, Schweden und Dänemark, um mit deutschen Studenten gemeinsam zu musizieren und das Erarbeitete abschließend in Konzerten der Öffentlichkeit darzubieten. Diese Veranstaltungen fanden stets sehr großen Zuspruch. 2020 soll die 58. Musikwoche stattfinden.
1963 wechselte er als Professor an die PH Dortmund bzw. an die daraus entstandene PH Ruhr in Dortmund. 1980 wurde er als Professor für Musik und ihre Didaktik an die Universität berufen. 1977 gründete er den Kammerchor der Universität Dortmund, den er, auch nach seiner Emeritierung 1994, bis 2005 leitete. Er leitete den Chor der Universität von 1976 bis 1995. 1985 gründete er eine internationale Musikwoche, Campus cantat („Der Campus singt“), die er bis 2001 leitete.

## Musikpädagogisches und musikwissenschaftliches Wirken
Gundlach veröffentlichte zahlreiche Bücher, v. a. zur Musikdidaktik, aber auch zur Historischen Musikpädagogik. Im Bereich der Musikwissenschaft veröffentlichte er unter anderem Studien über Fanny Hensel-Mendelssohn. Zusammen mit den Musikdidaktikern Peter Fuchs, Ulrich Günther und Gottfried Küntzel entwickelte er das musikpädagogische Modell der „Auditiven Wahrnehmungserziehung“. Dieses war grundlegend für das von ihm mitverfasste Unterrichtswerk Sequenzen, das ab 1971 als Lehrbuch für den Musikunterricht der Sekundarstufe I erschien.

## Musikpraktisches Wirken
Gundlach spielte mit dem Kammerchor der Universität Dortmund selten aufgenommene Werke ein, darunter Musik von Hugo Distler und Fanny Hensel-Mendelssohn. Er leitete eine Aufnahme von Distlers Choralpassion, op. 7, für Soli und fünfstimmigen Chor a cappella, mit Peter Kooij als Vox Christi, Wilfried Jochens als Evangelist und Gerrit Miehlke als Pilatus. 1990 nahm er für die „Kurt Weill Gesellschaft“ zwei Opern des Komponisten auf, mit Solisten, dem Kammerchor und Orchester: Der Jasager (1930) und Down in the Valley (1948).
1998 war er unter den Gründern einer zweimonatigen Konzertreihe in der romanischen Kirche St. Peter in Syburg, genannt Syburger Sonntagsmusiken. Die Reihe begann mit dem Einweihungskonzert einer neuen Orgel. Dank Gundlachs Beziehungen gastierten namhafte Musiker wie Heinz Wunderlich, Wolfgang Stockmeier und Hatto Ständer. Unter den Vokalensembles waren außer dem Kammerchor der Universität Dortmund das Alsfelder Vokalensemble, geleitet von Wolfgang Helbich, und das Kettwiger Bach-Ensemble, geleitet von Wolfgang Kläsener. Das  100. Konzert wurde 2012 gegeben.
Ein jährliches Konzert war von 1998 bis 2008 das „Offene Kantatensingen“ am 2. Advent, in dem Gundlach eine Gruppe freiwilliger Choristen am Vortag auf ein Kantatenwerk vorbereitete, das er mit Solisten und Orchestermusikern aus dem Studentenkreis aufführte. In der Kirche moderierte er die Veranstaltung bei Kerzenlicht und ließ alle gemeinsam Adventslieder und -kanons singen.

## Schriften (Auswahl)
- Die Schulliederbücher von Ludwig Erk. (= Beiträge zur rheinischen Musikgeschichte 82). Volk, Köln 1969 (zugl. Univ. Diss.).